# توماس ليتل هيث
السير توماس ليتل هيث (/hiːθ/؛ 5 أكتوبر 1861 - 16 مارس 1940) كان موظف حكومي بريطاني وعالم رياضيات وعالم كلاسيكيات ومؤرخ رياضيات يونانية قديمة ومترجم ومتسلق جبال. درس في كلية كليفتون. قام هيث بترجمة للإنجليزية أعمال إقليدس السكندري، وأبولونيوس البرغاوي، وأرسطرخس الساموسي، وأرخميدس السيراكيوزي.

## حياته
وُلد هيث في بارنتبي لي وولد [الإنجليزية]، لنكولنشاير، إنجلترا، وهو الابن الثالث للمزارع صمويل هيث. تعلم في مدرسة قواعد كايستور [الإنجليزية] وكلية كليفتون قبل الالتحاق بكلية ترينيتي، بكامبريدج، حيث حصل عام 1896 على درجة الدكتوراة في العلوم ScD وفي عام 1920 أصبح زميلًا فخريًا  حصل على مرتبة الشرف من الدرجة الأولى في امتحان تريبوز [الإنجليزية] في الكلاسيكيات والرياضيات وكان ترتيبه الثاني عشر كـ رانجلر [الإنجليزية] في عام 1882. في عام 1884 اجتاز امتحان الخدمة المدنية وأصبح مساعدًا لوزير المالية، وأخيرًا في عام 1913 أصبح سكرتيرًا دائمًا مشتركًا للمالية ومدقق حسابات المخصصات الملكية (Civil List). ظل في هذا المنصب حتى عام 1919 عندما عين مراقبًا في مكتب الدين القومي (National Debt Office)، وتقاعد منه بنهاية عام 1926 لتقدمه في العمر.
كُرِمَ لعمله في الخدمة المدنية حيث نال زمالة وسام الحمام في عام 1903، وقائد فارس (Knight Commander) من وسام الحمام في عام 1909، انتخب زميلاً في الجمعية الملكية في مايو 1912. وقائد فارس للنظام الملكي الفيكتوري في عام 1916.
عام 1914 تزوج الموسيقية المحترفة أدا ماري توماس (Ada Mary Thomas). كان لديهم ابن، جيفري توماس هيث (Geoffrey Thomas Heath)، وابنة، فيرونيكا ماري هيث (Veronica Mary Heath). درس جيفري بكلية ترينيتي، بكامبريدج، قبل أن يصبح مدرسًا في كلية أمبلفورث [الإنجليزية]، وأنجب 6 أطفال.
توفي توماس هيث في أشتيد [الإنجليزية] بسري عام 1940.

## مؤلفاته
امتاز هيث بترجماته لمؤلفات علماء الرياضيات اليونانيين. تعرف قراء الإنجليزية من خلال ترجمات هيث في المقام الأول على مؤلفات أرخميدس. ومع ذلك اعتمدت ترجمته لطرسية أرخميدس المشهورة على نسخة بها بياضات، لاحقا وباستخدام أسلوب معالجة الصور تمكن العلماء مثل ريفيل نيتز [الإنجليزية] من ملئها لحد ما.
عندما نُشرت ترجمات هيث لأرخميدس في عام 1897، لم تكن طرسية أرخميدس مدروسة على نطاق واسع. لم تُعرَف أهميتها حتى عام 1906، عندما فحصها الأستاذ الدنماركي يوهان لودفيج هايبرغ. احتوى الطرس على نسخة موسعة من أوستوماكيون، وأطروحة بعنوان منهج النظريات الميكانيكية كان يعتقد سابقا أنها مفقودة. كانت هذه الأعمال محل دراسة للعلماء اللاحقين.

## ترجمات وأعمال أخرى
ملاحظة: نسرد الإصدارات الأولى فقط؛ تمت إعادة طباعة العديد من هذه العناوين عدة مرات.
- Diophantus of Alexandria: a Study in the History of Greek Algebra (Cambridge: Cambridge University Press, 1885)
- Apollonius of Perga: Treatise on Conic Sections (Cambridge: Cambridge University Press, 1896)
- Archimedes: Works (Cambridge: Cambridge University Press, 1897)
- The thirteen books of Euclid's Elements (Cambridge: Cambridge University Press, 1908)[9]
- Aristarchus of Samos, the Ancient Copernicus Oxford: Clarendon Press, 1913)
- Euclid in Greek, Book I, With Introduction and Notes (Cambridge: Cambridge University Press, 1920)
- A History of Greek Mathematics, in two volumes (Oxford: Clarendon Press, 1921)[10]
- A Manual of Greek Mathematics (Oxford: Clarendon Press, 1931)
- Greek Astronomy (London: J.M. Dent & Sons, 1932)
- Mathematics in Aristotle (Oxford: Clarendon Press, 1949)

## للاستزادة
- "About the translator: Thomas L. Heath" in Euclid's Elements: all thirteen books complete in one volume (2002) Green Lion Press. (ردمك 978-1-888009-19-4)النظام القياسي الدولي لترقيم الكتب 978-1-888009-19-4
- J.A. Smith, Review of A History of Greek Mathematics, The Classical Review, 37, no. 34 (May – June 1923), 69–71

## روابط خارجية
كتب هيث على الإنترنت
- مؤلفات Thomas Little Heath في مشروع غوتنبرغ
- أعمال من تأليف أو حول توماس هيث على أرشيف الإنترنت
- A History of Greek Mathematics: vol. 1، vol. 2
- The Works of Archimedes
  - Archimedes' Quadrature Of The Parabola نسخة محفوظة 4 فبراير 2012 على موقع واي باك مشين.
  - Archimedes' On The Measurement Of The Circle
- Diophantus Of Alexandria: A Study In The History Of Greek Algebra
- The Thirteen Books of Euclid's Elements: vol. 1، vol. 2، vol. 3
- The Thirteen Books of Euclid's Elements - Second Edition Revised with Additions: Vol. 1-3
- PDF files of many of Heath's works, including those on Diophantus, Apollonius, etc.

مقتطفات من MacTutor
- هيث: مقدمة إقليدس لمكتبة الجميع
- هيث: الكتب الثلاثة عشر من مقدمة عناصر إقليدس
- هيث: الرياضيات في مقدمة أرسطو

حول توماس هيث
- O'Connor، John J.؛ Robertson، Edmund F.، "Thomas Little Heath"، تاريخ ماكتوتور لأرشيف الرياضيات